# شارع الكوليرا (فلم تركي)
إن فيلم شارع الكوليرا (العنوان باللغة التركية الأصلية: Ağır Roman ، ويعني حرفيًا "الغجري الثقيل ") هو فيلم تركي من إنتاج عام 1997 من إخراج مصطفي التيوكلار Mustafa Altıoklar ، مأخوذ من رواية ميتن كاتشان Metin Kaçan الأكثر مبيعًا الغجري الثقيل Ağır Roman .

## ملخص الفيلم
تدور احداث الفيلم في منطقة مزدهرة تقع فيها الكثير من الجرائم في احدي احياء مدينة اسطنبول يطلق عليها اسم «شارع كوليرا» (Kolera Sokağı). صالح الذي يعمل ميكانيكي وهو ابن الحلاق المحترم الذي يدعي علي. تينا امراة تصل إلى شارع كوليرا حيث تقيم وتعمل كعاهرة. دنيز الذي يعمل كزعيم في احدي العصابات يعطي لنفسه لقب «ريس» Reiss (الذي يعني «الزعيم»)، يحاول السيطرة على الحي من خلال التخويف والترهيب.
بعد استيلاء ريس على أسطبل للخيول وتسبب في انتحار مالك الإسطبل، يتحدى أراب سادو (صديق صالح المقرب) ريس ويدخل في مبارزة بالسكين معه وبعدما يتمكن من هزيمته، يطالبه بمغادرة الحي. في إحدى الليالي، يتم قتل عاهرة مع قطع أعضائها التناسلية، وهذا يسبب مخاوف من قاتل متسلسل طليق يسمى كوليرا كانفيري "Kolera Canavarı" (و التي تعني «وحش الكوليرا»). يصبح سادو مستهدف من قبل رجال ريس حيث عندما يركب السيارة يلاحقونه ويطلقون النار عليه ويموت بين ذراعي صالح بعد أن أعطاه سكين الجيب الخاص به.
مع وفاة سادو، ريس يفتح كازينو ويسعى للسيطرة على المكان. عند تدشين تمثال سادو النصفي، يشتبك صالح وريس في الشارع، حيث يتحدى الجمهور ريس جنبًا إلى جنب مع صالح. تينا تدعو صالح إلى منزلها في تلك الليلة، وبعدها يتزوج كل من تينا وصالح. صالح يجعل تينا تتعهد بأنها ستتخلى عن الدعارة، لكن هذا يسبب بصعوبات مالية لأنهم ليس لديهم مصدر اخر للدخل الآن. ضرب «وحش الكوليرا» مرة أخرى ويقتل «بوما» زهرة (مالكة بيت دعارة) بواسطة ساعة صالح. ريس يستفيد من الموقف، معلنا نفسه حامي الحي ويحول الجمهور ضد صالح.
صالح يصبح مشتبه به بعد عودة تينا متأخرة وحيث قام بمواجهتها بحقيقة عودتها متاخرة في الايام الاخيرة. تحاول تينا تبرير عودتها لممارسة الدعارة بالقول إنهم بحاجة ماسة إلى المال للبقاء على قيد الحياة. بينما تينا تهرب من صالح الغاضب، تتعرض للهجوم من قبل «وحش الكوليرا» ولكن صالح يخلصها ويمسك به.
قواد تينا السابق نهاد أصبح مذعور لفقدان رزقه الذي يكسبه من ورائها. يذهب إلى ريس الذي يأخذه ويضع مخططًا للتخلص من صالح. بعد تم استفزازه من قبل ريس، يهاجم نهاد تينا ويقطع خدها بشفرة في حفل زفاف. صالح يركض ورائه ويقتله ويقطع خده بسكين. رئيس الشرطة الفاسد الذي يتقاضى من ريس، يعتقل صالح ويحاول إجباره على الاعتراف بالقتل. يقتر ريس من تينا ويبرم صفقة لإطلاق سراح صالح إذا أعطت نفسها له. عندما يعود صالح إلى المنزل، يجد ريس وتينا معًا في السرير. يصاب بالذهول ويقطع نفسه وينزف حتى الموت. كعمل انتقامي، تدخل تينا في سيارة ريس وتفجرها وهي وريس داخلها.

## فريق التمثيل
- أوكان بايولجن - صالح
- موجدي ار-تينا
- مصطفى أورلو - ريس
- سافاش دينسل - الحلاق علي
- بوراك سيرجين - اراب سادو
- Küçük İskender - أورهان
- آيسيل غويل - بوما زهرة
- ليفنت إريم - فيل هميت
- ظافر الجوز - جافتي فتحي
- نيلوفر عايدان - إيليني
- Sevda Ferdağ - أمين
- زوهتو إركان - الطيبي
- باليك أيهان - باليك أيهان (نفسه)
- ناسي تاسدو - نهاد
- عمارة كولوكسا - ريكو
- يسيم تان - ليلى
- عثمان شيلار - بوجاتشاسي بيالي
- İlhan Kilimci - Tornacı
- هوليا كركاش - مالبوشو

## جوائز
فاز فيلم أير رومان بثلاث جوائز في مهرجان أنطاليا السينمائي الخامس والثلاثين:
1- «أفضل ممثل مساعد» (مصطفى أورلو)
2- «أفضل ممثلة مساعدة» (Sevda Ferdağ)
3- «أفضل مخرج فني» (مصطفى ضياء السلكينسيلر).
بالإضافة إلى ذلك،
حصل Okan Bayülgen على جائزة «أفضل ممثل» في جوائز Sadri Alışık الثالثة.

## روابط خارجية
- مقالات تستعمل روابط فنية بلا صلة مع ويكي بيانات
- شارع كوليرا علي IMDb